# Французский Индокитай во Второй мировой войне

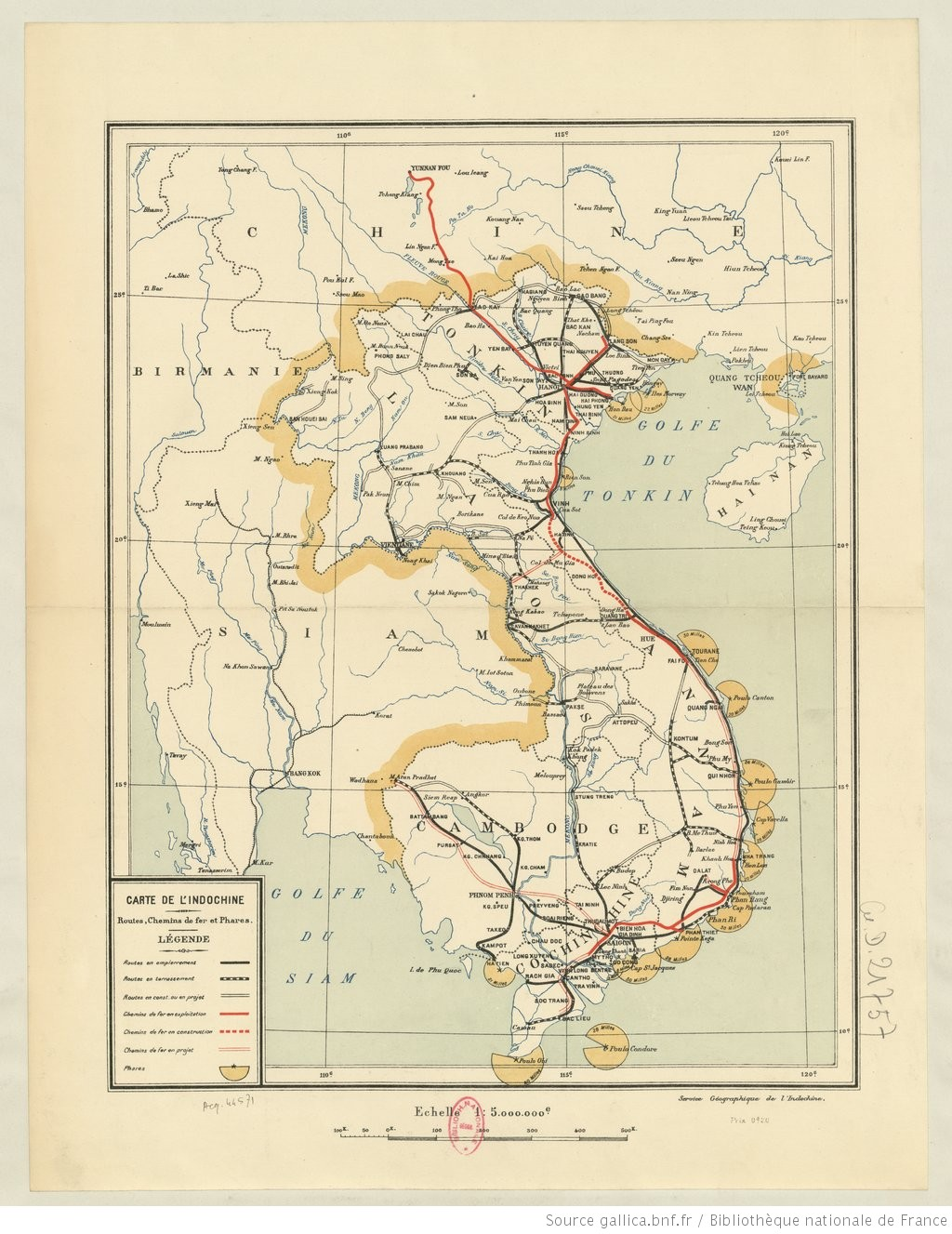
Карта Французского Индокитая и Гуанчжоувань в Китае, 1933

После окончания Французской кампании и разгрома Третьей Французской республики управление администрацией колоний Французского Индокитая (современные территории Вьетнама, Лаоса и Камбоджи) перешло к режиму Виши. Японии были предоставлены концессии на использование портов, аэродромов и железных дорог. В сентябре 1940 года японские войска вошли в Индокитай; в июле 1941 года был установлен полный контроль над территориями. После экспансии Японии Соединённые Штаты Америки ввели эмбарго на экспорт стали и нефти из страны.
Стремление избежать эмбарго стало одной из причин 7 декабря 1941 года атаковать колонии Британской империи (Гонконг и Малайю) и американскую гавань Пёрл-Харбор. 8 декабря 1941 года Соединённые Штаты Америки объявили войну Японии.
В 1941 году коммунистами Индокитая были созданы тайные штабы, направленные на сопротивления политике Франции и Японии. В рамках противостояния Китаю было создано националистическое движение «Донг Минь Хой» в Нанкине, которое не контролировалось коммунистическим движением. В 1941 году Хо Ши Мин был отправлен во Вьетнам для того, чтобы создать организацию Вьетминь. Хо был агентом Коммунистического интернационала по делам Юго-Восточной Азии и занимал пост советника коммунистических вооружённых сил.
В марте 1945 года Япония арестовала французскою администрацию Вьетнама, после чего началась партизанская война против японцев, которую французы и вьетнамцы в некоторых отрядах вели совместно. 
В это же время вьетнамские националисты Вьетминя подготовили Августовскую революцию и провозгласили независимость демократической республики Вьетнам. Но после Вьетнамской войны территории были возвращены под контроль Франции.